# Nicușor Păduraru
Nicușor Păduraru (n. 9 aprilie 1969, Ștefan cel Mare, România) a fost implicat politic până în 2012 român, a îndeplinit funcția de prefect al județului Iași (2006-2008).

## Biografie
Nicușor Păduraru s-a născut la data de 9 aprilie 1969 în comuna Ștefan cel Mare (județul Bacău). A absolvit cursurile Facultății de Tehnologia Construcțiilor de Mașini, Master Secția Tehnologia Construcțiilor de Mașini, direcția de aprofundare Management și Ingineria Fabricației din cadrul Universității Tehnice “Gh. Asachi” din Iași (1993).
A finalizat un ciclu de studii postuniversitare în "Cultura organizațională și integrare europeană în industrie, administrație publică și servicii" organizate de CETEX din cadrul Universității Tehnice “Gh. Asachi” din Iași (2005).
A absolvit de asemeni cursurile Institutului Național de Administrație pentru formarea înalților funcționari publici (Institutul Național de Administrație, 2006-2007). A mai absolvit Colegiul Național de Informații din cadrul Academiei Naționale de Informații "Mihai Viteazul" promoția 2009, cursuri postuniversitare de Managementul informațiilor clasificate în cadrul Universității Valahia Târgoviște promoția 2009 și Institutul Diplomatic Român 2010.
Și-a perfecționat pregătirea de inginer, absolvind cursuri de utilizare softuri simulatoare tehnologice în petrochimie, HYSYS level I, la Universitatea Politehnica București (noiembrie 1996), cursuri de Sisteme industriale în inginerie chimică organizate de Școala de Înalte Studii Postuniversitare a Facultății de Inginerie Chimică din cadrul Institutului Politehnic București (1997–1998),
De asemenea, a mai urmat cursuri de specializare în următoarele domenii: formare auditori interni ISO 9000/ISO 9902 (aprilie 1997), managementul operațiunilor vamale. Incoterms 1990 (Camera de Comerț Bacău - PERCOMEX București, mai 1999),  managementul operațiunilor vamale și comerț exterior. Incoterms 2000 (Camera de Comerț Bacău –PERCOMEX București, iunie 2000). 
După absolvirea facultății, a lucrat la SC RAFO S.A. Onești ca inginer mentenanță utilaje dinamice și statice, Secția Mecanică (noiembrie 1993 - noiembrie 1994), inginer principal la Serviciul Inginerie-Cercetare (noiembrie 1994 – ianuarie 1998) și inginer la Departament Strategie Comerț Exterior (ianuarie 1998 - noiembrie 2000). Acolo a realizat două inovații tehnologice (propuse spre aplicare): un dispozitiv generator mecanic de ultrasunete la pulverizarea combustibililor în arzătoarele industriale și un dispozitiv obturator mecanic admisie aer la Cuptoarele industriale Klauss.
Începând din noiembrie 2000, s-a stabilit în municipiul Iași, fiind angajat ca Director Tranzacții la Bursa Moldovei S.A. Iași (noiembrie 2000 – noiembrie 2001), apoi ca Director de Comerț Exterior la Bursa de Mărfuri S.A. Iași (noiembrie 2001 – februarie 2002). Nicușor Păduraru este numit în funcția de Director General al S.C. Compania Conex S.A. Iași (februarie 2002 – mai 2003), apoi devine Director al Centrului de Comerț Exterior al Grupului de Firme Conex și Director de Import Export al S.C. “Adimet” S.A. (iunie 2003 – august 2005), toate aceste companii făcând parte din Grupul de Firmă Conex.
Din septembrie 2005 își deschide propria firmă de consultanță și este Director General – Administrator la S.C. “ANIS Consulting” S.R.L. (septembrie 2005 - septembrie 2006).
A intrat în politică ca membru al PNL în septembrie 2002 și făcând parte din Comitetul Executiv al PNL Iași, Nicușor Păduraru a fost desemnat ca membru în Consiliul de Administrație al S.C. “Autobuzul” S.A. Iași (februarie - iunie 2004), membru în A.G.A. la S.C. “Lucrări Drumuri și Poduri” S.A. Iași (mai 2005 - septembrie 2006)
A fost ales în funcția de consilier județean de Iași (iulie 2004 - septembrie 2006), fiind lider de grup al consilierilor județeni liberali din aprilie 2006. El a părăsit demnitățile deținute și și-a dat demisia din PNL pentru a fi promovat ca prefect al județului Iasi (20 septembrie 2006 – 20 februarie 2008).
Printre realizările sale s-au numărat: iluminarea arhitecturală a Palatului Culturii, proiectul realizării unui sediu nou pentru Direcțiile de Pașapoarte și pentru Înmatriculări și Permise Auto, începându-se în toamna anului 2006 lucrările de construcție a unei clădiri de pe Bulevardul Primăverii. A realizat un site de promovare a Iașului cultural www.culturainiasi.ro, o agendă a evenimentelor culturale ieșene și de promovare a instituțiilor de cultură ieșene..
A fost schimbat de către Guvern din funcția de prefect la data de 20 februarie 2008 , fiind numit ca Director General al Unității Centrale pentru Reforma Administrației Publice din Ministerul Internelor și Reformei Administrative (martie – august 2008).
La 21 iulie 2008, el a devenit membru al Partidului Democrat Liberal (PD-L), a candidat pentru un post de deputat în Colegiul 12 Uninominal Iași, care cuprinde cartierele Nicolina, Podu Roș, Socola, Cantemir și Podu de Piatră și a devenit parlamentar pentru perioada 2008-2012. A fost membru în Comisia de industrii și servicii și în Comisia de afaceri europene (vicepreședinte comisie) și a fost președintele de anchetă parlamentară privind verificarea situației S.C. Nicolina S.A. Iași.
După 2012, s-a retras din politică și a activat profesional în mediul privat, ca manager în diverse domenii de activitate industriale. 
Este membru în Clubul Rotary Internațional Iași, membru titular în cadrul Fundației Naționale “George Călinescu” din Onești (din 1993). A publicat texte literare în Jurnalul Literar, Vatra și articole de presă în Jurnalul de Trotuș, fiind pentru o perioadă și realizator al unor emisiuni de radio la Radio 21 Onești (martie – octombrie 1998). A câștigat Premiul special oferit de către Fundația “Vatra” la concursul pe tematică literară “George Coșbuc”, cu volumul de poezie Creioanele de nuc (1995).
Nicușor Păduraru vorbește foarte bine limbile engleză și franceză și bine limba italiană. El este căsătorit cu Camelia Cristina Păduraru și are o fiică.